# Izrael na Letniej Uniwersjadzie 2007
Izrael na Letniej Uniwersjadzie w Bangkoku reprezentowało  zawodników. Izraelczycy zdobyli 1 medal (1 srebrny)

## Medale

### Srebro
- No’am Mills - szermierka, szpada